# Badredine El Mokrani
Badredine El Mokrani là một đô thị thuộc tỉnh Sidi Bel Abbès, Algérie. Dân số thời điểm năm 2002 là 5.966 người.